# Liste der Bodendenkmäler in Plech
Auf dieser Seite sind die Bodendenkmäler in dem oberfränkischen Markt Plech zusammengestellt. Diese Tabelle ist eine Teilliste der Liste der Bodendenkmäler in Bayern. Grundlage ist die Bayerische Denkmalliste, die auf Basis des Bayerischen Denkmalschutzgesetzes vom 1. Oktober 1973 erstmals erstellt wurde und seither durch das Bayerische Landesamt für Denkmalpflege geführt wird. Die folgenden Angaben ersetzen nicht die rechtsverbindliche Auskunft der Denkmalschutzbehörde.

## Bodendenkmäler in Plech

### Bodendenkmäler in der Gemarkung Ottenhof
| Lage                | Objekt                                                      | Akten-Nr.     | Bild |
| ------------------- | ----------------------------------------------------------- | ------------- | ---- |
| Ottenhof (Standort) | Freilandstation und Schlagplatz des Mesolithikums.          | D-4-6334-0003 |      |
| Ottenhof (Standort) | Höhle mit vorgeschichtlichen Funden. Siehe auch: Wirrenloch | D-4-6335-0002 |      |

### Bodendenkmäler in der Gemarkung Plech
| Lage             | Objekt | Akten-Nr.     | Bild |
| ---------------- | --- | ------------- | ---- |
| Plech (Standort) | Richtstätte des späten Mittelalters und der frühen Neuzeit.                                                                                | D-4-6334-0042 |      |
| Plech (Standort) | Mittelalterliche und frühneuzeitliche Wüstung.                                                                                             | D-4-6334-0043 |      |
| Plech (Standort) | Mittelalterlicher Vorgängerbau sowie Befunde der frühen Neuzeit im Bereich der Evangelisch-Lutherischen Pfarrkirche St. Susanne von Plech. | D-4-6334-0085 |      |